# 卡斯提亞-雷昂旗幟
卡斯提亞-雷昂旗幟是西班牙卡斯提亞-雷昂自治區的旗幟。這面旗幟分為四個矩形，上有代表卡斯提亞王國的城堡圖案，以及代表雷昂的獅子圖案。

## 外部連結
- Flag, emblem and coat of arms of Castile and León （页面存档备份，存于）